# Villers-Plouich
Villers-Plouich är en kommun i departementet Nord i regionen Hauts-de-France i norra Frankrike. Kommunen ligger i kantonen Marcoing som tillhör arrondissementet Cambrai. År 2022 hade Villers-Plouich 389 invånare.

## Befolkningsutveckling
Antalet invånare i kommunen Villers-Plouich
| Referens: INSEE |